# Mira Sorvino
Mira Sorvino (Tenafly, Nova Jersey, 28 de setembre de 1967) és una actriu estatunidenca, guanyadora d'un Oscar i un Globus d'Or el 1995 pel seu paper secundari a la pel·lícula Poderosa Afrodita.

## Biografia
Nascuda a Tenafly, Nova Jersey, el 1968, és filla de l'actor Paul Sorvino. Va créixer a Nova Jersey, on va dedicar la seva infantesa a i l'adolescència als estudis acadèmics, ja que el seu pare no volia que les seves filles tinguessin una carrera precoç. Va anar a la Universitat Harvard on es va llicenciar magna cum laude en estudis de l'Àsia Oriental, i va intervenir en produccions teatrals escolars i universitàries. Va viure un any a la Xina, i parla mandarí, francès i anglès de forma fluida.
Un cop llicenciada, va viure tres anys a Nova York on va estar buscant feina d'actriu. Mentrestant va anar aprofitant les feines que li sortien, entre les quals destaca la d'ajudant de producció d'una companyia cinematogràfica. El 1993 va entrar com a tercera ajudant de direcció durant la preproducció de la pel·lícula Amongst Friends, on va promocionar a directora de càsting i, després, a promotora assistent; van acabar oferint-l'hi un paper. La seva actuació, i la crítica positiva que en va obtenir, la va situar en el mapa cinematogràfic, com Quiz Show, dirigida per Robert Redford. L'any 1995 va aparèixer a la pel·lícula Poderosa Afrodita, on interpretava una prostituta, que li va reportar prestigi, un Premi Oscar i un Globus d'Or una certa estabilitat en la seva carrera.
També ha participat en Romy and Michele's High School Reunion (1997), Mimic (1997), Lulu on the Bridge (1998), The Replacement Killers (1998), Summer of Sam (1999), and Like Dandelion Dust (2009). Pel seu paper de Marilyn Monroe a Norma Jean & Marilyn (1996), fou nominada al Primetime Emmy a la millor actriu en minisèrie o telefilm i al Globus d'Or per Human Trafficking (2005).
Sorvino va mantenir durant anys una relació sentimental amb Quentin Tarantino entre 1996 i 1998 i després va estar emparellada amb l'actor francès Olivier Martinez, El 2004 es va casar amb l'actor Christopher Backus, amb qui té quatre fills: Mattea Angel, Johnny Christopher King i Holden Paul Terry.
L'actriu, una de les veus més destacades del moviment MeToo, va ser una de les primeres en explicar que havia estat assetjada per Harvey Weinstein, i segons Peter Jackson, fou pressionat per no incloure-la ni a ella ni a Ashley Judd en el càsting de la trilogia d'El Senyor dels Anells, que finalment no produí MiraMax.

## Filmografia
| Any  | Pel·lícula                                                         | Paper                    | Altres notes |
| ---- | ------------------------------------------------------------------ | ------------------------ | --- |
| 1993 | The Obit Writer                                                    |                          | |
| 1993 | Amongst Friends                                                    | Laura                    | |
| 1993 | Nyû Yôku no koppu                                                  | Maria                    | |
| 1994 | Quiz Show                                                          | Sandra Goodwin           | |
| 1994 | Barcelona                                                          | Marta Ferrer             | |
| 1994 | The Dutch Master                                                   | Teresa                   | |
| 1995 | Poderosa Afrodita                                                  | Linda Ash                | Oscar a la millor actriu secundària Globus d'Or a la millor actriu secundària en sèrie o telefilm Nominada — BAFTA a la millor actriu secundària |
| 1995 | Blue in the Face                                                   | Young Lady               | |
| 1995 | The Buccaneers                                                     | Conchita Closson         | |
| 1995 | Tarantella                                                         | Diane Di Sorella         | |
| 1996 | Norma Jean & Marilyn                                               | Marilyn Monroe           | Nominada - Globus d'Or a la millor actriu secundària en sèrie o telefilm                                                                         |
| 1996 | Beautiful Girls                                                    | Sharon Cassidy           | |
| 1996 | Tales of Erotica                                                   | Teresa                   | segment "The Dutch Master" |
| 1996 | Sweet Nothing                                                      | Monika                   | |
| 1997 | Romy and Michele's High School Reunion                             | Romy White               | |
| 1997 | Mimic                                                              | Dr. Susan Tyler          | |
| 1998 | The replacement killers (Els substituts) (The Replacement Killers) | Meg Coburn               | |
| 1998 | Lulu on the Bridge                                                 | Celia Burns              | |
| 1998 | Too Tired to Die                                                   | Death/Jean               | |
| 1998 | Assalta'l com puguis (Free Money)                                  | Agent Karen Polarski     | |
| 1999 | At First Sight                                                     | Amy Benic                | |
| 1999 | Summer of Sam                                                      | Dionna                   | |
| 2000 | El gran Gatsby (The Great Gatsby)                                  | Daisy Buchanan           | |
| 2001 | La zona grisa (The Grey Zone)                                      | Dina                     | |
| 2001 | El triomf de l'amor (The Triumph of Love)                          | Princesa/Phocion/Aspasie | |
| 2002 | Atrapades per la màfia (WiseGirls)                                 | Meg Kennedy              | |
| 2002 | Semana Santa                                                       | Maria Delgado            | |
| 2003 | Gods and Generals                                                  | Fanny Chamberlain        | |
| 2004 | La memòria dels morts (The Final Cut)                              | Delila                   | |
| 2005 | Human Trafficking                                                  | Kate Morozov             | Nominada - Globus d'Or a la millor actriu secundària en sèrie o telefilm                                                                         |
| 2007 | Reservation Road                                                   | Ruth                     | |
| 2008 | House, MD                                                          | Dr. Cate Milton          | Episodi "Frozen" |
| 2009 | The Last Templar                                                   | Tess Chaykin             | |
| 2009 | Multiple Sarcasms                                                  | Cari                     | |
| 2009 | Like Dandelion Dust                                                | Wendy Porter             | |
| 2009 | The Trouble with Cali                                              | The Balletmaster         | |
| 2009 | The Presence                                                       | La dona                  | |
| 2009 | Sweet Flame                                                        | Sheila                   | |
| 2009 | Leningrad                                                          | Kate Davis               | |
| 2010 | Multiple Sarcasms                                                  | Cari                     | |
| 2010 | The Presence                                                       | The Woman                | |
| 2011 | Angels Crest                                                       | Angie                    | |
| 2012 | Union Square                                                       | Lucy                     | |
| 2012 | The Trouble with Cali                                              | The Balletmaster         | |
| 2012 | Smitty                                                             | Amanda                   | |
| 2012 | Trade of Innocents                                                 | Claire Becker            | |
| 2013 | Space Warriors                                                     | Sally Hawkins            | |
| 2014 | Perfect Sisters                                                    | Linda                    | |
| 2014 | Frozen in Time                                                     | Carol Purtle             | Direct-to-video film |
| 2015 | Quitters                                                           | May Rayman               | |
| 2015 | Do You Believe?                                                    | Samantha                 | |
| 2015 | Chloe and Theo                                                     | Monica                   | |
| 2016 | Exposed                                                            | Janine Cullen            | |
| 2016 | Mothers and Daughters                                              | Georgina                 | |
| 2016 | The Red Maple Leaf                                                 | Marianna Palermo         | |
| 2017 | 6 Below: Miracle on the Mountain                                   | Susan LeMarque           | |
| 2018 | Waterlily Jaguar                                                   | Helen                    | |
| 2018 | Look Away                                                          | Amy                      | originally titled Behind the Glass |
| 2019 | Beneath the Leaves                                                 | Detective Erica Shotwell | |
| 2019 | Stuber                                                             | Captain Angie McHenry    | |
| 2019 | Badland                                                            | Sarah Cooke              | |
| 2019 | Drowning                                                           | Mary                     | |
| 2020 | Butter                                                             | Marian                   | |
| 2020 | Most Guys Are Losers                                               | Amy                      | |
| 2021 | The Girl Who Believes in Miracles                                  | Bonnie Hopkins           | |
| 2021 | Hero Mode                                                          | Kate Mayfield            | |
| 2021 | Crime Story                                                        | Nick Wallace             | |
| 2021 | After We Fell                                                      | Carol                    | |
| 2021 | Sound of Freedom                                                   | Katherine Ballard        | Completed |
| TBA  | Lamborghini                                                        | Annita                   | Filming |

## Palmarès

### Oscars
| Any  | Categoria                | Pel·lícula        | Resultat   |
| ---- | ------------------------ | ----------------- | ---------- |
| 1995 | Millor actriu secundària | Poderosa Afrodita | Guanyadora |

### Globus d'Or
| Any  | Categoria                                   | Pel·lícula           | Resultat   |
| ---- | ------------------------------------------- | -------------------- | ---------- |
| 1995 | Millor actriu secundària                    | Poderosa Afrodita    | Guanyadora |
| 1996 | Millor actriu secundària - Sèrie o telefilm | Norma Jean & Marilyn | Candidata  |
| 2005 | Millor actriu secundària - Sèrie o telefilm | Human Trafficking    | Candidata  |